# 翠巒徑

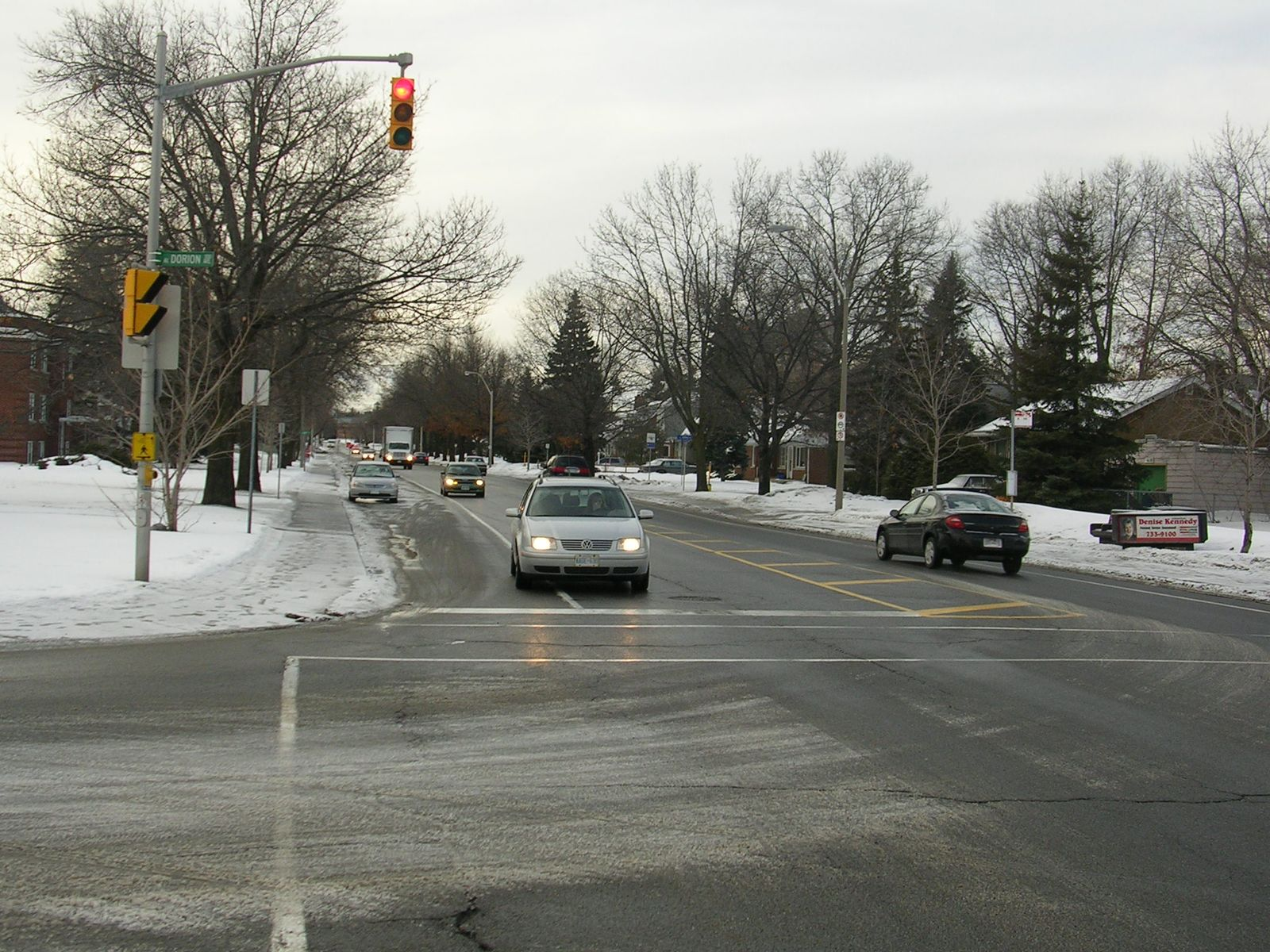
河景社區內翠巒徑向南望

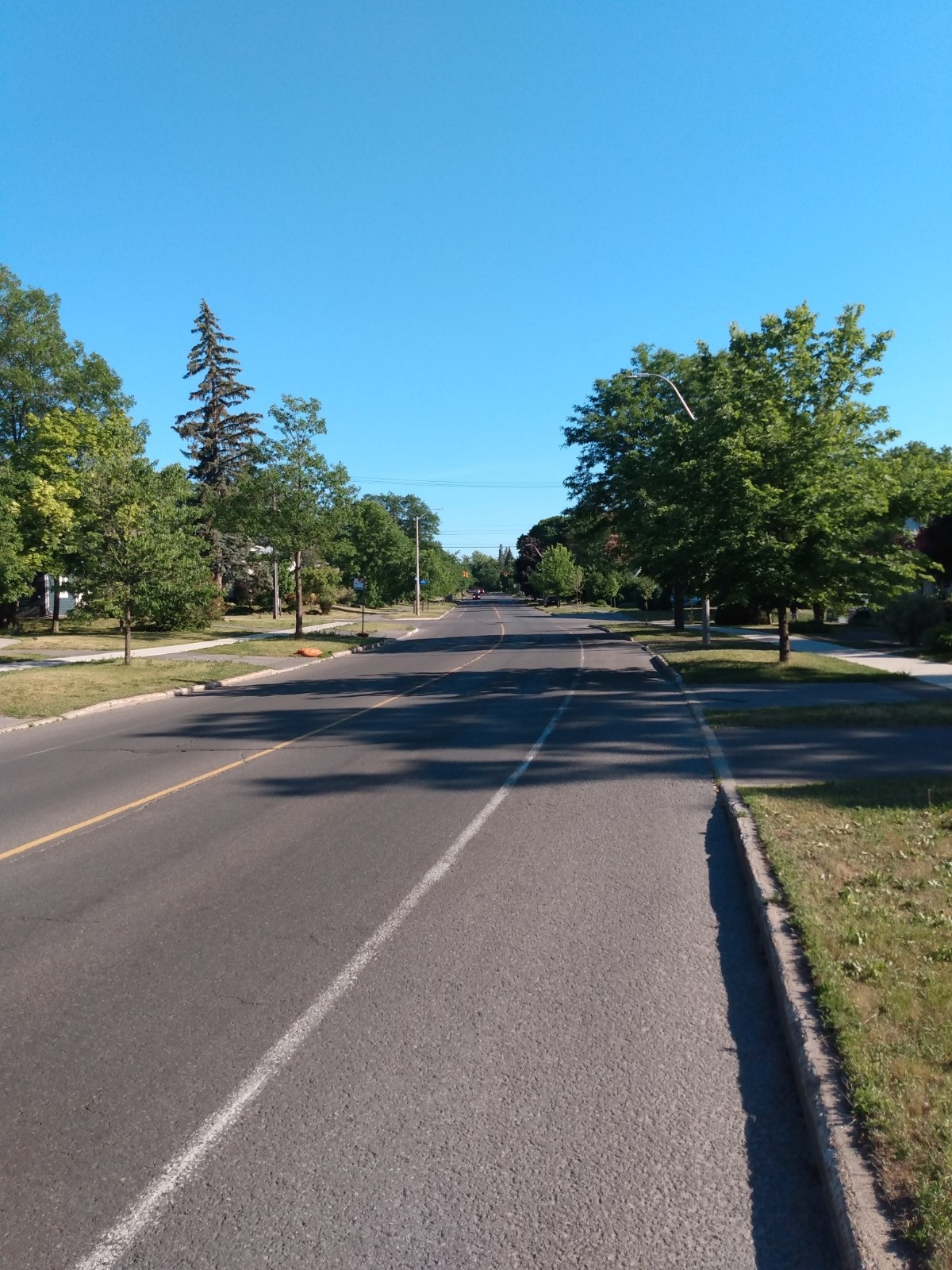
翠巒社區內翠巒徑一景

翠巒徑（英語：Alta Vista Drive）是加拿大安大略省渥太華的一條市郊道路，南起銀行街，北迄工業路（Industrial Avenue）。
該道路前稱邱吉爾路（Churchill Avenue），以英揆邱吉爾命名。道路所在地區原屬告羅士打（2001年併入渥太華）。1937年5月3日，告羅士打鎮議會通過附例，批准建造該道路。1950年7月，該地區併入渥太華市，為避免與渥太華原有的邱吉爾路重名，該道路更為現名。
翠巒徑沿路有國防醫療中心、加拿大藥劑師協會、加拿大血液服務局、加拿大牙醫協會、安大略省醫學會、加拿大醫學會及加拿大諮議局。